# 圣西尔莱科隆
圣西尔莱科隆（法語：Saint-Cyr-les-Colons，法語發音：[sɛ̃ siʁ le kɔlɔ̃]）是法国勃艮第-弗朗什-孔泰大区约讷省的一个市镇，属于欧塞尔区。

## 地理
圣西尔莱科隆（47°44'31"N, 3°44'17"E）面积34.77 平方千米，位于法国勃艮第-弗朗什-孔泰大區约讷省，该省份为法国中北部内陆省份，西接卢瓦雷省，西北接塞纳-马恩省，南至涅夫勒省，东临科多尔省，东北与奥布省接壤。
与圣西尔莱科隆接壤的市镇（或旧市镇、城区）包括：库尔吉、瑟兰河畔舍米伊、希特里、伊朗锡、艾格勒蒙附近利谢尔、普雷伊、圣布里勒维讷、双河村、韦尔芒通。

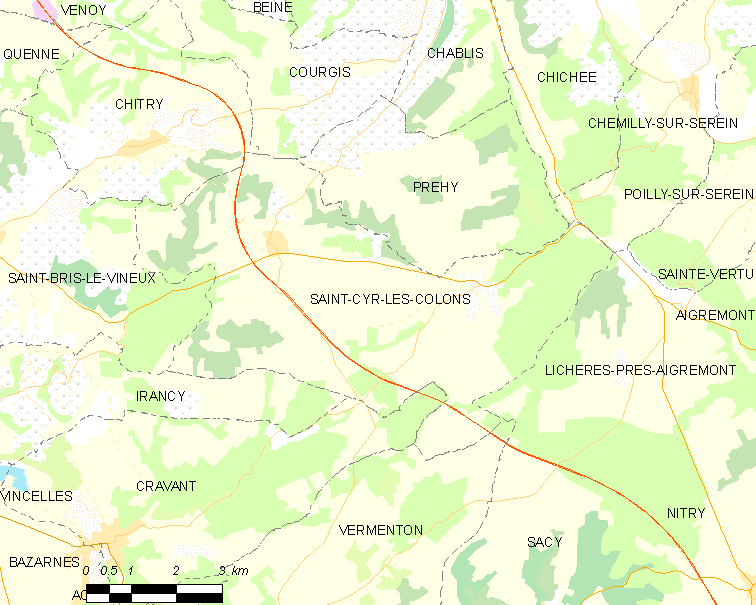
圣西尔莱科隆的OSM定位图

圣西尔莱科隆的时区为UTC+01:00、UTC+02:00（夏令时）。

## 行政
圣西尔莱科隆的邮政编码为89800，INSEE市镇编码为89341。

## 政治
圣西尔莱科隆所属的省级选区为沙布利县。

## 人口

1962-2008年间圣西尔莱科隆人口变化图示

圣西尔莱科隆于2022年1月1日时的人口数量为446人。